# На залізниці
«На залізни́ці» (рос. «На железной дороге») — білоруський драматичний фільм 1988 року, знятий режисером Віктором Дерюгіним на кіностудії Білорусьфільм та Студії імені Ю. Тарича. У головних ролях — Олександр Лабуш і Анна Самохіна.
Військова драма за мотивами оповідань Міхася Зарецького.

## Сюжет
Серед голоду, розрухи та хаосу війни у вагоні-теплушці їде покалічений Громадянською війною солдат Євмен. На черговій зупинці — до вагону заходить дівчина Марія. Євмен намагається врятувати її від ґвалтівників. Між солдатом і дівчиною з'являється симпатія...

## У ролях
- Олександр Лабуш — Євмен
- Анна Самохіна — Марія
- Вадим Александров — Сидор
- Олександр Ткачонак — батюшка
- Володимир Шакало — Христофор Панфімирович
- Лариса Панченко — Анастасія
- Володимир Шелестов — лікар Доморацький
- Ольга Лисенко — медсестра
- Андрій Бубашкін — Кучерявий
- Олександр Безпалий — Євфимій
- Володимир Станкевич — Білобрисий
- Михайло Матвєєв — холуй Христофора Панфімировича
- В. Шкудров — власник «Мозера»
- В'ячеслав Павлють — тифозник
- Н. Прудников — лапотник
- Луіза Заляєва — монашка
- Геннадій Матицький — пасажир потяга
- Валерій Канищев — пасажир потяга
- Анатолій Кляшторний — пасажир потяга
- Іван Ковальов — епізод
- Ш. Шаріпов — епізод

## Знімальна група
- Режисер: Віктор Дерюгін
- Сценарист: Олександр Зайцев
- Оператор: Олександр Абадовський
- Композитор: Віктор Копитько
- Художник-постановник: Ігор Топілін
- Звукооператор: Володимир Головницький
- Монтаж: Т. Ширяєва
- Грим: Б. Міхліна
- Костюми: Т. Федосєєнко
- Асистенти режисера: Н. Леснікова, В. Калашник, С. Агафонова
- Асистент оператора: І. Білокопитов

## Дипломи
- 1988 — Диплом учасника 1 Міжнародного кінофестивалю творчої молоді країн соціалізму (Київ)
- 1988 — Спеціальний диплом творчому колективу фільму на 17-му огляді-конкурсу білоруських фільмів (Мінськ).
- 1991 — Диплом 1 Міжнародного кінофестивалю слов'янських та православних народів «Золотий Витязь» (Москва).